# Língua mnong
A língua Mnong (também conhecida como Pnong ou Bunong) (Bunong: ឞូន៝ង) pertence à família linguística das línguas austro-asiáticas. É falada por diferentes grupos do povo Mnong no Vietnã e por um grupo do povo Pnong no Camboja. 

## Distribuição
No Vietnã, Mnong é falado nos distritos de Đắk Song, Đắk Mil, Đắk R'Lấp (locais na província de Đắk Nông (Nguyễn & Trương 2009).

## Variedades
Segundo o Ethnologue, existem quatro dialetos principais: o Mnong Central, o Oriental e o Meridional (todos falados no Vietnã) e o Kraol (falado no Camboja). Dentro de um grupo dialetal, os membros não compreendem outros dialetos. A língua Mnong foi estudada pela primeira vez pelo linguista Richard Phillips no início da década de 1970..
Lê e outros (2014:234-235) lista os seguintes subgrupos de Mnong e suas respectivas localizações.
- Mnông Gar: no noroeste de Lâm Đồng e no sul do Lago Lak.
- Mnông Nong: em Đắk Nông e Đắk Min
- Mnông Kuênh: em Krông Pắk
- Mnông Pré: principalmente em Đắk Nông e Đắk Min, e alguns no Lago Lak.
- Mnông Prâng: espalhados em Đắk Nông e Đắk Min, e alguns no sul do Lago Lak e em Bản Đôn, Ea Súp. *Mnông Rlăm: em Lắk. Muitos têm relações próximas com o povo Ê-đê.
- Mnông Bư-đăng: em Bản Đôn, Ea Súp
- Mnông Chỉl: em Lắk. Muitos têm relações próximas com o povo Ede. Alguns também vivem em Lac Duong e Duc Trong, em Lam Dong.
- Mnong Bu Nor: em Dak Nong e Dak Min
- Mnong Dih Bri: população muito pequena em Dak Nong; Ea Krong.
- Mnong Dip: Dak Min e a parte norte da antiga Song Be.
- Mnong Biat: pequena população na antiga Song Be. A maioria vive na fronteira entre Vietnã e Camboja.
- Mnong Bu Deh: nas antigas Song Be e Dak Lak.
- Mnong Si To: um grupo do povo Ma (Ma To) em Dak Nong que se assimilou à população Mnong (povo Ma "mnongizado").
- Mnong K'ah: um grupo do povo Rade|povo E-de espalhado por Dak Nong, Lak e M'Drak que se assimilou à população Mnong (povo E-de "mnongizado").
- Mnong Phe Dam: uma pequena população que vive apenas nas comunas de Quang Tin, no Vietnã, Dak Nong.

Outros grupos étnicos menores Mnong incluem os Mnong Ro De, Mnong R’Ong e Mnong K’Zieng
Nguyen e Truong (2009) abordam os seguintes dialetos M'Nong.
- M'Nông Preh
- Kuênh
- Mạ
- M'Nông Nâr (Bu Nâr)
- M'Nông Noong (Bu Noong)
- M'Nông R'Lâm
- M'Nông Prâng

## Fonologia

### Consoantes
|             |            | Labial | Alveolar | Palatal | Velar | Glotal |
| ----------- | ---------- | ------ | -------- | ------- | ----- | ------ |
| Plosiva     | surda]     | p      | t        | c       | k     | ʔ      |
| Plosiva     | aspirada   | pʰ     | tʰ       | cʰ      | kʰ    |        |
| Plosiva     | pré nasal  | ᵐp     | ⁿt       | ᶮc      | ᵑk    |        |
| Plosiva     | implosiva  | ɓ      | ɗ        | (ʄ)     | (ɠ)   |        |
| Nasal       | Nasal      | m      | n        | ɲ       | ŋ     |        |
| Fricativa   | Fricativa  |        |          | ç       |       | h      |
| Rótica      | Rótica     |        | r        |         |       |        |
| Aproximante | plana      | w      | l        | j       |       |        |
| Aproximante | pré glotal | ʔw     |          | ʔj      |       |        |

- Implosivos /ʄ, ɠ/ podem variar entre dialetos.[4]

### Vogais

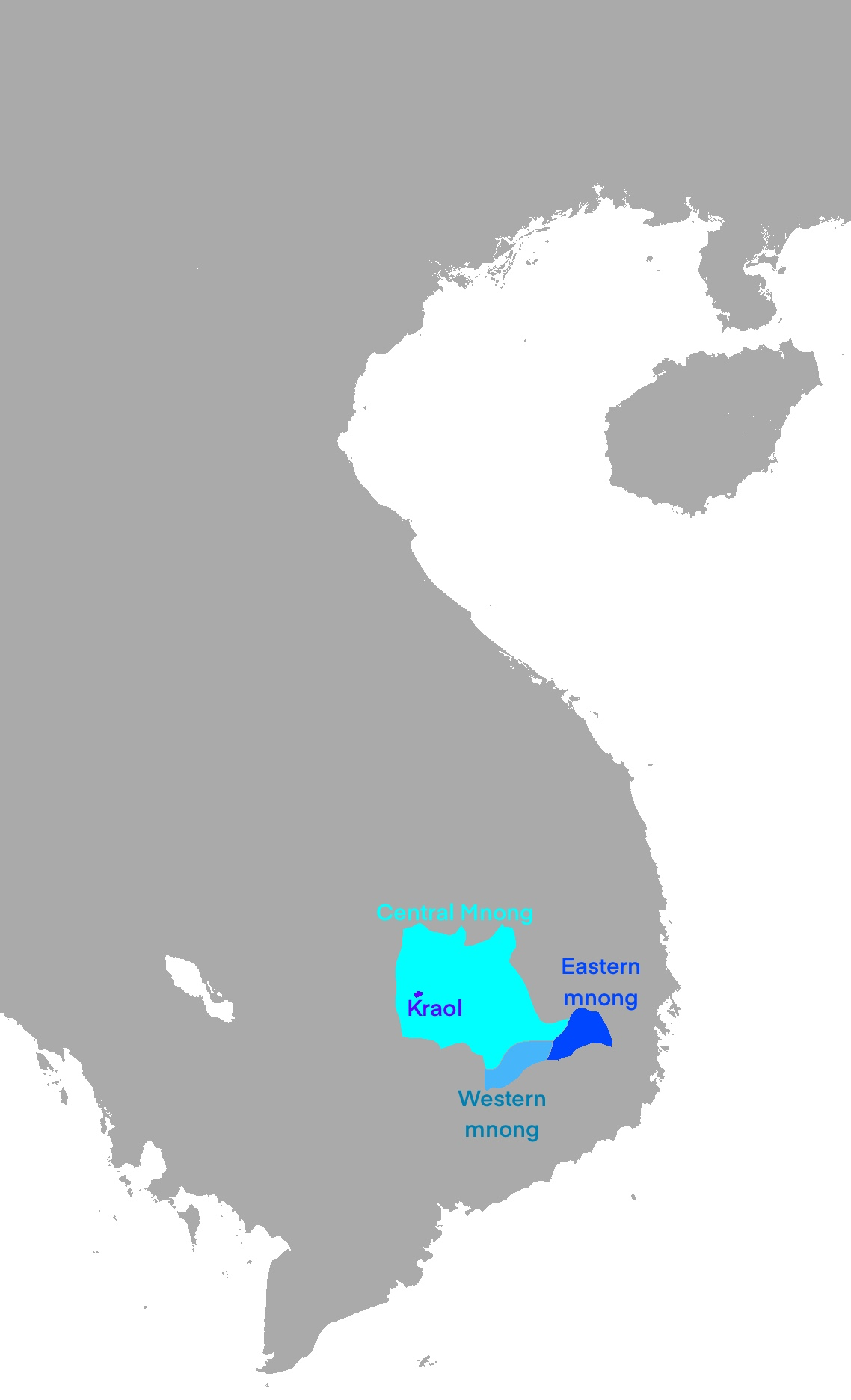
localização da língua Mnong

|        | Front | Central | Posterior |
| ------ | ----- | ------- | --------- |
| Aberta | i iː  | ɨ ɨː    | u uː      |
| Medial | e eː  | ə əː    | o oː      |
| Aberta | ɛ ɛː  | a aː    | ɔ ɔː      |

## Numerais
Os seguintes numerais (1 a 10) comparativos de vários dialetos Mnong são de Nguyễn & Trương (2009).
| número | Preh          | Bu Noong | Bu Nâr     | Prâng     | R'Lăm         | Mạ            | Kuênh |
| ------ | ------------- | -------- | ---------- | --------- | ------------- | ------------- | ----- |
| 1      | du, ngoay, hŏ | muay     | waay       | dul       | ju, ƀơn, muei | dul           | đu    |
| 2      | bar           | bar      | ra'r       | baar      | bar           | bar           | par   |
| 3      | pê            | pê       | per        | păi       | pei           | pê            |       |
| 4      | puăn          | puăn     | waam       | puô       | puan, puôn    | puôn          |       |
| 5      | prăm          | prăm     | t'rơ̆m, năm | prăm, năm | prăm, pram    | jorăm, sơ năm | snăm  |
| 6      | prau          |          |            | pro       |               |               |       |
| 7      | poh           | poh      | pops       | pŏh       | poh           | poh           | pêh   |
| 8      | pham          |          |            | pham      |               |               |       |
| 9      | dŭm, sĭn      | sĭn      | chĭnh      | sin       | sư̆n, sĭn      | sin           |       |
| 10     | jât           | jât      | dư         | joơt      | măt           | jơt           |       |

## Amostra de texto
Mbơq gâp mhe geh du mlâm rveh. nkuăng toyh, amoh rveh nây Nchrôt. La păng bar đah toyh, jong, jêh ri nglang, chiông la păng mplônh ngăn. 
Ăp ôi ăp mhaơ, gâp vay hăn jăt mbơq gâp hăn doh rveh. Mbơq gâp ndjôt pêh kŭt, tong kreo, jêh ri bơq ăn gâp ndjôt mâng play măt. 

## Literatura
- Blood, Henry Florentine. A Reconstruction of Proto-Mnong. Waxhaw, N.C.: Wycliffe-JAARS Print Shop, 1968.
- Nguyễn Kiên Trường & Trương Anh. 2009. Từ Điển Việt - M'Nông. Hà Nội: Nhà Xuất Bản Từ Điển Bách Khoa.